# Right Here
Right Here es el octavo álbum de estudio del músico estadounidense Eddie Money, publicado en septiembre de 1991 por Columbia Records.

## Lista de canciones
1. "Heaven In The Back Seat" (Craig Joiner, Robert John "Mutt" Lange) - 4:02
2. "She Takes My Breath Away" (Gary Bromham, Monty Byrom, Eddie Money, Dennis Morgan, Marc Tanner) - 4:19
3. "Another Nice Day in L.A." (Byrom, John Corey, Stan Lynch, Money) - 3:37
4. "Fall in Love Again" (Byrom, Jeff Kossack, Money) - 4:25
5. "Run Right Back" (Diane Warren) - 3:11
6. "Things Are Much Better Today" (Byrom, Money, Greg Lowry) - 3:50
7. "Fire and Water" (Byrom, Money, Jerry Deaton) - 4:14
8. "Prove It Every Night" (Byrom, Money, Deaton, David Neuhauser) - 3:21
9. "Think Twice" (Tom Girvin, Money, Tanner) - 3:53
10. "I'll Get By" (Antonina Armato, Money, Andy Hill) - 3:31

## Sencillos
- "Heaven in the Back Seat" (1991) #58 EE. UU.
- "I'll Get By" (1992) #21 EE. UU.
- "Fall in Love Again" (1992) #54 EE. UU.